# Бретя
Бретя (рум. Bretea) — село у повіті Бистриця-Несеуд в Румунії. Входить до складу комуни Шієу-Одорхей.
Село розташоване на відстані 331 км на північний захід від Бухареста, 19 км на захід від Бистриці, 62 км на північний схід від Клуж-Напоки.

## Населення
За даними перепису населення 2002 року у селі проживали 220 осіб.
Національний склад населення села:
| Національність | Кількість осіб | Відсоток |
| -------------- | -------------- | -------- |
| угорці         | 165            | 75,0%    |
| румуни         | 54             | 24,5%    |

Рідною мовою назвали:
| Мова      | Кількість осіб | Відсоток |
| --------- | -------------- | -------- |
| угорська  | 165            | 75,0%    |
| румунська | 55             | 25,0%    |